# Старый Калкаев (Семёновский район)
Старый Калкаев (укр. Старий Калкаїв) — село, Горошинский сельский совет, Семёновский район, Полтавская область, Украина.
Код КОАТУУ — 5324581504. Население по переписи 2001 года составляло 179 человек.

## Географическое положение
Село Старый Калкаев находится на левом берегу реки Сула,
выше по течению на расстоянии в 1,5 км расположено село Нарожье,
ниже по течению на расстоянии в 3 км расположено село Гаевка,
на противоположном берегу — село Тарасовка (Оржицкий район).
Река в этом месте извилистая, образует лиманы, старицы и заболоченные озёра.

## История
Есть на карте 1812 года как Колкаев